# 张永根
张永根（1939年3月—），男，中华人民共和国政治人物，曾任中共天津市委统战部部长，天津市政协副主席，第八届全国人大代表，第九届全国政协委员。